# Пінистий вірус великої рогатої худоби
Пінистий вірус великої рогатої худоби (Bovine foamy virus, BFV) — вид вірусів родини ретровіруси (Retroviridae). Паразитує у клітинах великої рогатої худоби.

## Відкриття
Пінистий вірус великої рогатої худоби був виділений у 1969 році від великої рогатої худоби з лімфосаркомою. На момент його відкриття мало що було відомо про вплив вірусу та про те, чи він відіграв роль у розвитку лімфосаркоми у великої рогатої худоби. Тривале дослідження показало, що поширеність BFV становить 40-85 % у всьому світі, але він не має жодної значної патогенної природи.

## Опис
Віріон від кулястої до плеоморфної форми. Вірусні частинки мають діаметр приблизно 80-100 нм і містять одноланцюгову позитивну РНК: ss(+)РНК. Близько 20 % вивільнених вірусних частинок вже містять геноми дволанцюгову ДНК. Це пов'язано з унікальною особливістю спумавірусів, у яких початок зворотної транскрипції геномної РНК відбувається до вивільнення, а не після проникнення в нову клітину-господаря, як в інших ретровірусів. Зовнішня оболонка вірусу вкрита різними глікопротеїнами, які дозволяють йому взаємодіяти з навколишнім середовищем. Відразу за оболонкою знаходиться буфер між капсидом і оболонкою, відомий як білкова матриця. Матриця відповідає за підтримку форми мембрани, а також за участь у процесі брунькування. Усередині матриці знаходиться капсид, білкова оболонка, яка містить вірусну інтегразу, зворотну транскриптазу та нуклеокапсид, усередині якого живе генетичний матеріал вірусів.

## Геном
BFV має монопаратичний геном, тобто весь його геном зберігається в одній молекулі одноланцюгової РНК(+)/ дволанцюгової ДНК. Ця молекула є лінійним димерним геномом, що містить приблизно 12,3 тис. пар основ.